# Edelrid
Edelrid ist ein deutscher Hersteller von Kletter- und Bergsportausrüstung (Persönliche Schutzausrüstung) mit Sitz in Isny im Allgäu, Baden-Württemberg. Gegründet wurde das Unternehmen 1863 vom Kaufmann und Alpinist Julius Edelmann und dem Techniker Carl Ridder als Litzen- und Kordelfabrik. Seit 2006 ist Edelrid ein Teil der Vaude-Gruppe.

## Geschichte
Im Jahr 1863 gründeten Julius Edelmann und Carl Ridder das Unternehmen Edelmann & Ridder in Isny im Allgäu. Damit ist es nach dem Schweizer Unternehmen Mammut (gegründet 1862) das älteste bestehende Bergsportunternehmen der Welt. Zunächst wurden ausschließlich Litzen und Kordeln produziert. Die 1880 präsentierten geflochtenen Angelschnüre aus Leinen und Seide waren die ersten Anzeichen für die spätere Ausrichtung auf technische Geflechte.
Im Juli 1973 kam es in der Produktionshalle zu einer Gasexplosion, durch die die Produktionsstätte vollständig niederbrannte. Erst Mitte 1974 konnte die Produktion wieder aufgenommen werden.
Am 1. Januar 2001 wurde das Familienunternehmen an die englische Unternehmensgruppe The Rope Company Ltd. verkauft. 2006 wurde die Edelmann & Ridder GmbH & Co durch die Vaude-Gruppe übernommen und 2009 in EDELRID GmbH & Co. KG umbenannt. 2008 wurden die Marken Lucky für Kletterbedarf sowie Markill für Campingkocher und Kochgeschirr in die Marke Edelrid integriert.
2017 wurde das Unternehmen Red Chili, vor allem bekannt als Kletterschuhhersteller, durch Edelrid gekauft, wobei deren Produkte weiterhin unter dem Markennamen Red Chili durch Edelrid vertrieben werden. Seit 1. September 2022 zählt auch die Firma ABS Sports + Protection GmbH & Co.KG, die sich durch die Erfindung des Lawinenairbags einen Namen gemacht hat, zur Edelrid Gruppe.
Als Sponsor des Deutschen Alpenvereins stattet die Firma seit 2013 den Deutschen Nationalkader Klettern und Bouldern sowie den DAV-Jugendkader Sportklettern mit Ausrüstung aus. Zudem ist Edelrid direkter Sponsor von 37 Sportkletterern.

## Produktentwicklungen
1953 entwickelte das Unternehmen das Prinzip des modernen Kernmantelseils. Die Kombination aus einem tragenden Kern und einer schützenden Mantelschicht ist heute weltweit Standard bei Kletterseilen. Edelrid revolutionierte damit den Klettersport.
Weitere Innovationen beinhalteten das erste Multi-Sturz-Seil (dynamisches Kletterseil, 1964), der Brustgurt (1965) als ersten Anseilgurt, das Prinzip des Zwillingsseils (1977) sowie das erste schwimmfähige Seil für Canyoning (1994).
2015 erhielt die Firma einen ISPO-Award Gold für die Umlenkstation Topper zur Verringerung des Seilverschleißes und mit einem Sicherheitsverschluss, der doppeltes Einhängen oder versehentliches Aushängen verhindert.
2016 entwickelte Edelrid das Ohm als dynamischen Bremswiderstand zur Erhöhung der Sicherheit beim Klettern in Seilschaften mit Gewichtsunterschieden.
2019 stellte die Firma mit dem Giga Jul den ersten alpinen Autotuber vor, der sich zwischen manueller und blockierunterstützender Betriebsart umschalten lässt und überdies über eine Guidestellung zum Nachholen des Nachsteigers verfügt.
2021 erhielt Edelrid den Bundespreis Ecodesign für das erste dynamische Bergseil, das nur zur Hälfte aus Neumaterial und zur anderen Hälfte aus recycelten Seilen besteht.

## Produkte
Bis heute ist die Produktion von Kletterseilen ein Kerngeschäft des Unternehmens. Das Unternehmen konzentriert sich bei seinen Produkten heute weiterhin auf Persönliche Schutzausrüstung (PSA) für die Bereiche Sportklettern, Arbeitssicherheit und Hochseilgärten (Adventure Parks).

## Albrecht von Dewitz Stiftung
Mit der gemeinnützigen Albrecht von Dewitz Stiftung engagiert sich Edelrid gemeinsam mit Vaude in den Themenfeldern Alpine Sicherheit und Nachhaltiger Bergsport. Das jährliche Fördervolumen ergibt sich aus der Gewinnausschüttung der Unternehmen Vaude und Edelrid, deren Gesellschafter die Stiftung ist. Gründer und Namensgeber der Stiftung ist Edelrid-Geschäftsführer Albrecht von Dewitz. Antje von Dewitz ist Vorsitzende des Stiftungsrats.